# Alfa Lupi
Alfa Lupi (α Lup, α Lupi, Alfa Lupi) är den ljusaste stjärnan i stjärnbilden Vargen. Alfa Lupi är en jättestjärna och befinner sig ca 550 ljusår från Jorden.